# The Hope Six Demolition Project
The Hope Six Demolition Project es el noveno álbum de estudio de la cantante y compositora inglesa PJ Harvey, publicado el 15 de abril de 2016 por la compañía discográfica Island Records, siendo coproducido por Harvey junto a  Flood y John Parish.
El título del álbum es una referencia a los proyectos HOPE VI en los Estados Unidos, un plan realizado en varias ciudades de ese país con el que se pretendía derribar los edificios más antiguos de los barrios marginales para revitalizarlos, pero sin tener en cuenta que muchas personas se quedarían sin hogar al no poder pagar, lo que llevó a reclamos de «limpieza social».
El trabajo fue la continuación del aclamado Let England Shake que ganó el Mercury Prize en 2011, y en la 59° ceremonia de entrega de los Premios Grammy recibió una nominación en la categoría "Mejor álbum de música alternativa".
The Hope Six Demolition Project debutó en la posición número uno de la lista de álbumes del Reino Unido, convirtiéndose en el primer disco de Harvey en alcanzar el primer lugar en las islas británicas y fue promocionado por los sencillos «The Wheel», «The Community of Hope» y «The Orange Monkey».

## Antecedentes, desarrollo y temática
Harvey comenzó a escribir las canciones que conformarían The Hope Six Demolition Project, así como su libro de poesía The Hollow of the Hand en diversos viajes junto al fotógrafo y cineasta Seamus Murphy entre los años 2011 y 2014. El primer viaje fue a Kosovo, y se produjo apenas unos meses después de la publicación de Let England Shake. Acudían al festival anual de documental de Prizren, pero permanecieron un par de días más visitando distintos puntos del país, inspirando por ejemplo un tema sobre la limpieza étnica, «The Wheel» (que se transformaría en el primer sencillo), después de que ambos toparan con una noria en la que veían niños "desaparecer". El viaje a Afganistán fue realizado en diciembre de 2012 tras descartar ir en verano por el gran número de atentados suicidas y coches bomba que se habían producido. Allí evitaron los lugares a los que suelen ir los turistas, contrataron al conductor que Seamus había tenido durante 10 años en este país y se quedaron en casa de alguien que no sabía quién era PJ Harvey. En este viaje se inspiran las canciones «The Ministry of Social Affairs» y «Dollar Dollar», que habla sobre un niño que pide dinero a Harvey a través del cristal de un automóvil. El último viaje, realizado a Washington D. C. en 2014 dio origen al polémico sencillo «The Community of Hope», una referencia irónica a la organización así llamada que se dedica a ayudar a las familias en materia de pobreza, educación, salud y vivienda, que desató la molestia entre algunos políticos estadounidenses debido a la descripción de la letra como "uno de los barrios más decadentes"; también surgieron «Medicinals» y «River Anacostia», otro barrio de Washington que comparan con "un país del Tercer Mundo", en tanto que «The Ministry of Defence» trata de una sociedad en donde reina la pobreza y nadie hace nada por cambiarlo.

## Grabación
El álbum fue creado en sesiones abiertas al público como parte de una instalación de arte en Somerset House en Londres llamada «Recording in Progress». Las sesiones duraron cuarenta y cinco minutos cada una durante el lapso de un mes, comenzando el 16 de enero de 2015 y concluyendo el 14 de febrero. Los espectadores pudieron ver a Harvey concebir el álbum en un solo sentido y junto con los productores Flood y John Parish, quienes habían trabajado en el anterior disco de Harvey, Let England Shake. Las personas podían ver a Harvey a través de un espejo de vigilancia, por lo que ella no podía verlos a ellos. Sobre dicho proceso de grabación Harvey mencionó "espero que los visitantes sean capaces de experimentar el fluir y la energía del proceso de grabación".
Los teléfonos y dispositivos móviles con capacidades de grabación fueron confiscados antes de ingresar y los espectadores fueron conducidos a una sala a nivel de sótano. Durante la primera visita, Harvey trabajaba en una canción llamada «Near the Memorials to Vietnam and Lincoln», que aparece en el álbum. Según diversos informes, estaba tocando el violín, la armónica y la zanfona. 
También se le unieron los músicos Terry Edwards y James Johnston y que Seamus Murphy era quien estaba filmando toda la sesión.

## Publicación, rendimiento comercial y gira
Los tres sencillos del álbum fueron publicados antes del lanzamiento de este en la BBC Radio 6 Music. «The Wheel» se estrenó el 21 de abril de 2016 en el show de Steve Lamacq; «The Community of Hope» apareció el 10 de marzo de 2016 en el programa de Shaun Keaveny y el 10 de marzo de 2016 vio la luz el tercer y último sencillo, «The Orange Monkey». Un año después, en abril de 2017, sería publicado el sencillo «A Dog Called Money» que también incluía el tema «I’ll Be Waiting», ambos descartes de The Hope Six Demolition Project.
Finalmente, el disco fue publicado el 15 de abril de 2016 debutando en el puesto número uno de la lista de álbumes del Reino Unido vendiendo 11,436 copias en su semana de lanzamiento, convirtiéndose en el primer álbum número uno para Harvey en ese país. En la semana siguiente vendió 3,372 ejemplares cayendo veintidós lugares, pasando a ser el segundo mayor descenso en la historia de dicha lista para un disco debutante en el primer lugar, luego de que Bionic de Christina Aguilera descendiera veintiocho posiciones en 2010.
Harvey pasó gran parte de 2016 y 2017 recorriendo el mundo con su banda de nueve integrantes, interpretando su show en vivo, elogiado por la crítica, en América del Norte, América del Sur, Europa y Australasia.

## Recepción de la crítica
The Hope Six Demolition Project recibió en su mayoría críticas positivas. En el sitio web Metacritic se le asignó una puntuación de 79 sobre 100 basada en 31 reseñas, lo que indica «críticas generalmente favorables».
Heather Phares de Allmusic le otorgó tres estrellas y media de cinco, aunque lo llamó un álbum «no tan satisfactorio como su predecesor»; The A.V. Club escribió «no es un "regreso al rock", pero es un trabajo que contiene algunos de los sonidos de guitarra más pesados desde los días de Uh Huh Her». Greg Kot, de Chicago Tribune, elogió el álbum, y escribió que «se construye magistralmente con un poderoso golpe de uno contra dos»; Alexis Petridis de The Guardian, le dio cuatro estrellas de cinco comentando en su reseña que «es un estridente y poderoso conjunto de canciones altamente memorables»; uno de los comentarios de Laura Snapes de Pitchfork fue «sean cuales sean sus intenciones geopolíticas, The Hope Six Demolition Project es su álbum de rock más estimulante de los últimos años»; la revista Rolling Stone le concedió tres estrellas y media de cinco mientras que The Independent de dio tres, cuyo título de la reseña fue «Un cuadro de campamentos de refugiados, zonas de guerra y abandono». Dan Weiss, de la revista Spin, al darle una puntuación de 7 sobre diez, destacó que «musicalmente, The Hope Six Demolition Project ciertamente es el disco más negro de Harvey, y pocos artistas blancos podrían conciliar todos los elemenots prestados de gospel y jazz aquí con tal análisis de clase», en tanto que el sitio Punk News lo llamó «un álbum no formulista lleno de un sentimiento de esperanza y de creencia». Una de las críticas mixtas provino de Emily Mackay de NME, la que escribió «el seguimiento de Let England Shake es inquietante e infeccioso, pero demasiado vago para golpear con fuerza» mientras que el sitio The Skinny lo llamó «su grabación menos hermosa».

### Reconocimientos
The Hope Six Demolition Project se convirtió en el quinto álbum de Harvey en optar a los Premios Grammy, en dicha oportunidad en la categoría "Mejor álbum de música alternativa", siendo su primera nominación a ese galardón en 12 años, luego de que Uh Huh Her fuera nominado en la misma categoría el año 2005. En los Premios de la revista Q También fue nominada en las categorías de mejor solista y mejor vídeo por «The Community of Hope», este último también optó al premio de mejor vídeo de indie rock en los UK Music Video Awards.
Pese a no haber logrado el impacto de su disco predecesor, diversos medios lo incluyeron en sus listas de lo mejor del año, que se muestran en la siguiente tabla:
| Publicación     | Lista                                  | Año  | Posición |
| --------------- | -------------------------------------- | ---- | -------- |
| Chicago Tribune | Top álbumes de 2016                    | 2016 | 6        |
| Diffuser        | Top 40 álbumes de 2016                 | 2016 | 29       |
| FasterLouder    | Los 50 mejores álbumes de 2016         | 2016 | 45       |
| Jenesaispop     | 50 mejores discos de 2016              | 2016 | 41       |
| Mojo            | Los 50 mejores álbumes de 2016         | 2016 | 9        |
| Q               | Los 50 mejores álbumes de rock de 2016 | 2016 | 3        |
| PopMatters      | Los 70 mejores álbumes de 2016         | 2016 | 53       |
| Rockaxis        | Mejores discos de 2016                 | 2016 | 11       |
| Uncut           | Top 75 mejores álbumes de 2016         | 2016 | 6        |
| Under the Radar | Top 100 álbumes de 2016                | 2016 | 54       |

## Controversia
Tras su lanzamiento, la canción que abre el álbum y que fue el segundo sencillo, «The Community of Hope», recibió críticas por parte de varios políticos estadounidenses de Washington D. C. debido a la letra de esta, en donde hace referencia al proyecto HOPE VI. Vince Gray, perteneciente al Partido Demócrata, declaró que «no dignificaré esta composición inútil con una respuesta», y su tesorero de campaña Chuck Thies insultándola con la frase «PJ Harvey es a la música lo que Piers Morgan a la televisión por cable». Yvette Alexander, concejal, respondió  que «respeta todas las formas de libertad de expresión» pero que esta canción «no refleja al Distrito 7» y Grant Thompson, pastor y exmiembro del Congreso dijo que «PJ Harvey necesita visitar más la ciudad».

## Lista de canciones
Todas las canciones han sido escritas por PJ Harvey.

| N.º | Título                                      | Duración |  |
| 1.  | «The Community of Hope»                     | 2:23     |  |
| 2.  | «The Ministry of Defence»                   | 4:11     |  |
| 3.  | «A Line in the Sand»                        | 3:33     |  |
| 4.  | «Chain of Keys»                             | 3:09     |  |
| 5.  | «River Anacostia»                           | 4:56     |  |
| 6.  | «Near the Memorials to Vietnam and Lincoln» | 2:59     |  |
| 7.  | «The Orange Monkey»                         | 2:47     |  |
| 8.  | «Medicinals»                                | 2:19     |  |
| 9.  | «The Ministry of Social Affairs»            | 4:10     |  |
| 10. | «The Wheel»                                 | 5:38     |  |
| 11. | «Dollar, Dollar»                            | 5:34     |  |

## Posicionamiento en las listas
| País            | Lista                           | Posición |
| --------------- | ------------------------------- | -------- |
| Alemania        | German Albums Chart             | 11       |
| Australia       | Australian ARIA Albums Chart    | 7        |
| Austria         | Austrian Top 40                 | 8        |
| Bélgica         | Belgian Albums Chart (Flanders) | 3        |
| Bélgica         | Belgian Albums Chart (Wa)       | 8        |
| Canadá          | Canadian Albums Chart           | 38       |
| Dinamarca       | Danish Albums Chart             | 14       |
| Escocia         | Scottish Albums                 | 1        |
| España          | Productores de Música de España | 12       |
| Finlandia       | Finnish Albums Chart            | 16       |
| Francia         | French SNEP Albums Chart        | 5        |
| Grecia          | Greek Albums                    | 5        |
| Irlanda         | Irish Albums Chart              | 2        |
| Italia          | Italian FIMI Albums Chart       | 17       |
| Noruega         | Norwegian Albums Chart          | 2        |
| Nueva Zelanda   | New Zealand RIANZ Top 40        | 17       |
| Países Bajos    | Dutch Top 100                   | 4        |
| Polonia         | Polish Albums                   | 13       |
| Portugal        | Portuguese AFP Albums Chart     | 6        |
| República Checa | Czech Albums                    | 4        |
| Suecia          | Swedish Albums Chart            | 8        |
| Suiza           | Swiss Hitparade Albums Chart    | 4        |
| Reino Unido     | UK Albums Chart                 | 1        |
| Estados Unidos  | US Billboard 200                | 63       |

| País    | Lista (2016)                       | Posición |
| ------- | ---------------------------------- | -------- |
| Bélgica | Belgian Albums (Ultratop Flanders) | 85       |
| Bélgica | Belgian Albums (Ultratop Wallonia) | 158      |

## Créditos
Músicos
- PJ Harvey – voz principal, guitarra (2, 5, 6, 8–10), saxofón tenor (2 & 9), saxofón alto (7 & 8), violín (6), armónica de bajo & autoarpa (9), aplausos (10), piano & shaker (15)
- John Parish – voces de acompañamiento, guitarra (1, 3, 6, 7, 10, 14, 15), percusión (2–13), teclados (2), variófono (3–5, 7, 9, 11), acordeón (6), melotrón (6, 11), guitarra barítono & sintetizador de bajo (8), autoarpa (9), aplausos (10), piano & sintetizador (12), bajo (12, 15), batería (15)
- Flood – voces de acompañamiento (1, 2, 4–6, 8–10, 12–14), sintetizador de bajo (3), Sonic Maverick (9)
- Mick Harvey – voces de acompañamiento (2, 5, 7, 10), percusión (2, 7, 8, 10), pedales Taurus (2, 7, 9), slide de guitarra (3), teclados (3, 7, 10, 11), bajo (9), guitarra y aplausos (10)
- Jean-Marc Butty – voces de acompañamiento (2, 5, 7), percusión (7, 8, 11)

Músicos invitados
- Linton Kwesi Johnson – voz (2)
- Terry Edwards – voces de acompañamiento (1, 4–6, 8, 9, 11, 13, 14), percusión (1, 4, 8, 13), saxofón barítono (1, 4), teclados (5), guitarra, flauta & armónica de bajo (6), saxofón (8, 9, 11), melódica (9), guitarra (12)
- Mike Smith – voces de acompañamiento (1, 2, 4, 7, 10, 11, 14), saxofón barítono (1, 4, 7, 10), piano (1), teclados (2, 4, 7), saxofón (2), percusión (7), aplausos (10)
- James Johnston – voces de acompañamiento (1, 3–6, 11–14), teclados (1, 5), violín (4, 6), guitarra (6, 8), órgano (11, 13)
- Alain Johannes – voces de acompañamiento (1–4, 7, 10, 11, 14), guitarra (1, 2, 7, 10), saxofón (2), keyboards (4), percusión (4, 7), aplausos (10)
- Kenrick Rowe – voces de acompañamiento (1, 4, 9, 10, 12, 14), percusión (1–4, 9, 10, 12), aplausos (10)
- Enrico Gabrielli – voces de acompañamiento (1, 4, 14), percusión (1), clarinete bajo (1–4), flauta de émbolo (4), cuerno de bajete (12)
- Alessandro Stefana – voces de acompañamiento (1, 4, 12, 14), guitarra (1–4, 12, 14)
- Adam 'Cecil' Bartlett – voces de acompañamiento (1, 4, 6, 10), bajo (1, 4, 10)
- Ramy Essam – voz & guitarra acústica (15)

Producción
- Flood – producción, mezcla
- John Parish – producción
- Drew Smith – mezcla
- Rob Kirwan – grabación, ingeniero de sonido
- Adam 'Cecil' Bartlett – ingeniero adicional, ingeniero de mezcla
- Caesar Edmunds – ingeniero de mezcla

Diseño
- Michelle Henning – arte del disco, dirección de arte
- Rob Crane – diseño
- Seamus Murphy – fotografía